# Огуз
Огу́з (азерб. Oğuz) — город в Азербайджане, административный центр Огузского района.

## География
Расположен Огуз на востоке от Шеки на высоте почти 594 м у подошвы южного склона Кавказского хребта, отроги которого окаймляют город с востока и с запада; на юг тянется гладкая равнина. По восточной стороне города, делая множество изгибов, протекает река Эльджиган, берущая начало с главного хребта.

## Этимология
До 1991 года населённый пункт носил армянское название Варташе́н (арм. Վարդաշեն). Сами удины произносят название как «Варташен».
По поводу названия села Варташен смотритель местного училища М. Бежанов отмечал в начале 1890-х годов, что «Варташен» означает «село Вартана», так как, согласно преданию, оно было основано священником и удинским поэтом Вартаном. Он также указывал, что существует иное мнение — что название села происходит от слов «вардис» и «шен» и, соответственно, означает «селение роз» (как отмечает сам автор, в окрестностях растёт много роз). Последнее подтверждает «Топонимический словарь» Е. Поспелова, отмечая что города — Варташен состоит из армянских слов вард (арм. Վարդ) — роза и шен (арм. շեն) — село. Согласно Г. С. Абрамяну и Э. М. Мурзаеву, шен со среднеперсидского языка означает «место отдыха».
В 1991 году, после того, как армяне покинули район в связи с нагорно-карабахским конфликтом, Варташен был переименован в Огуз.

## История
О том, что Варташен основан давно, свидетельствуют, как пишет Бежанов, старинные курганы и кладбища, которых много как в окрестностях, так и в самом селении. Селения Варташен и Нидж являлись родными местами для удин или утиев, которые, согласно преданиям, в древности населяли область Утик к югу от Куры. В 1722 году, во время кавказской экспедиции Петра I, в письме адресованном ему они называют себя «народом Агван». В 1807 году армяне Варташена и Ниджа, с которых шекинским ханом Джафар-кули-ханом собиралась подать, написали письмо российскому царю Александру I в котором говорилось: 
Мы армяне Варташена и Ниджа, благодаря Богу сохранившие свою религию....просим Вас, как защитника христианства, взять нас под свою защиту
Некогда город был селением Нухинского уезда Елисаветпольской губернии и был описан в сборнике материалов для описания местностей и племён Кавказа. Население его составляли удины (православные и григориане), армяне, азербайджанцы и горские евреи.
В конце XIX века Бежанов отмечал, что удины и азербайджанцы («татары») занимаются хлебопашеством, шелководством, садоводством, огородничеством, скотоводством и отчасти торговлей; армяне — торговлей, а горские евреи — табаководством и торговлей.
В тот период этнические удины компактно населяли два крупных селения — Варташен и Нидж. Первое переселение удин за пределы этнической территории датируется временем армяно-азербайджанского конфликта (1918—1920).
По данным Азербайджанской сельскохозяйственной переписи 1921 года в Варташене Нухинского уезда Азербайджанской ССР проживали 1262 человека (397 хозяйств), и также в селе Варташен-Кишлаг проживало 254 человека (76 хозяйств). Преобладающей национальностью в обоих населённых пунктах являлись удины.
К 1922 году в городе насчитывалось свыше 1500 хозяйств, в том числе 700 хозяйств армян, 500 хозяйств горских евреев, 300 хозяйств удин и 7 хозяйств лезгин. В том же году часть православных удин Варташена уехали в грузинское село Зинобиани.
8 августа 1930 года был образован Варташенский район в составе Азербайджанской ССР с центром в селе Варташен. По указу от 4 сентября 1961 года Варташен стал посёлком городского типа, а по указу от 15 марта 1968 года получил статус города.
В период Карабахского конфликта в результате армяно-азербайджанских столкновений большинство удин (около 3 тысяч человек), имеющих армянские имена и фамилии, были вынуждены покинуть Азербайджан. В конце 1980-х — начале 1990-х всё армянское и удинское население покинуло Варташен. Около тысячи удинских беженцев поселилось в Армении и Грузии, столько же — в России, 360 человек — в Казахстане, часть — в Узбекистане и Туркменистане. После исхода армян и удин в селе остались две церкви: православная и армянская. Православная была превращена в музей, а церковное кладбище армянской церкви было разбито

## Население
В описании Шекинской провинции за 1819 год указывается «татарская» (азербайджанская) деревня Варташен.
По данным «Свода статистических данных о населении Закавказского края, извлеченных из посемейных списков 1886 года», в селе Варташин одноимённого сельского общества Нухинского уезда Елизаветпольской губернии было 550 дымов и проживало 2772 человека. Из них 2362 человека были удинами, большинство из которых были армяно-григорианского, а меньшинство — православного вероисповедания, 258 человек были азербайджанцами (в источнике — «татарами») суннитского вероисповедания, 80 человек — армянами, 80 человек — лезгинами и 2 человека — грузинами. Помимо того, в селе Джугутляр Варташинского сельского общества (позже вошло в состав Варташена) проживало 1743 еврея и 6 армян.
Согласно Кавказскому календарю за 1908 год, в селе проживало 1090 армян, 629 русских и 35 азербайджанцев (в источнике «татар»).
По переписи населения Азербайджана 1999 года, в Огузском районе жило 104 удина, к 2009 году осталось 74 удина.
Число азербайджанцев постепенно повысилось в течение XX века.
| Год  | Население |
| ---- | --------- |
| 1959 | 3 508     |
| 1989 | 5 142     |
| 2009 | 6 891     |

## Климат
Весною и осенью идут частые дожди, а зимою выпадает много снега; засухи редки. Резких переходов от зноя к холоду не бывает.

## Достопримечательности
- Православная церковь[13]
- Армянская церковь[13]
- Синагога Юхары Махалля
- Синагога Ашагы Махалля

## Экономика
В городе развито ковроделие, имеются предприятия пищевой промышленности, асфальтовый завод. Табаководческий совхоз.

## Спорт
В городе расположена школа боевых искусств — айкидо.

## Известные уроженцы
Уроженцами Огуза являются: 
- Кушманян Патвакан Арутюнович (1870—1955) — лингвист, создатель первого удино-армянского и армяно-удинского словарей.
- Пачиков, Степан Александрович (род. 1950) — основатель и совладелец Evernote.
- Пачков, Николай Степанович (1899—1950) — советский военачальник, полковник.
- Силикян, Мовсес Михайлович (1862—1937) — российский и армянский военачальник, генерал-лейтенант.
- Шмуэль Симантов — раввин, еврейский общественный деятель, один из лидеров горско-еврейской общины Израиля[26][27].
- Силикашвили, Зиноби Андреевич (1891-1938) — грузинский общественный деятель, первый лидер удинской общины в Грузии и основатель села Зинобиани.

## Города-побратимы
- Словения — Нова-Горица[28]

## Галерея
- Площадь Государственного Флага в Огузе
- Панорама гор
- Отель